# Даревский, Захар Юльевич
Захарий (Захар) Юльевич Даревский (1901, Киев — 10 марта 1938, Бутово-Коммунарка, Москва) — советский организатор кинопроизводства.

## Биография
Родился в 1901 году в Киеве в семье Нины Захаровны Даревской (1879—1970) и Евеля Израилевича (Юлия Сергеевича) Даревского (1866—1952). Сестра — Анна (в замужестве Кузнецова). «Из служащих, беспартийный, образование незаконченное высшее».
Учился на юридическом факультете Киевского университета и в студии Киевского театра Николая Соловцова. В 1919 году по окончании студии был принят в труппу. Театр Соловцова тем временем был национализирован и переименован во Второй государственный драматический театр. В конце августа 1919 года группа молодых актёров решила уйти из Киева вместе с Красной армией.
В 1919—1920 годах служил в театре политуправления 12-й армии. В 1920 году вместе со своими товарищами Марком Местечкиным, Владимиром Нелли, Яковом Уриновым приехал в Москву. В своих воспоминаниях Марк Местечкин писал:

После того как наша группа киевлян была принята в «Вольный» театр, у нас началась интересная интересная творческая жизнь. (…) Вскоре в наш «Вольный» театр пришёл Всеволод Эмильевич Мейерхольд, заведовавший тогда театральным отделом Наркомпроса. Этот выдающийся режиссёр-новатор внёс новую струю в жизнь коллектива.
В 1920—1921 годах — актёр Театра РСФСР-первого. Играл в спектаклях «Зори» (1920), «Мистерия-буфф» (1921), «Риенци» (черновой прогон в Большом зале Консерватории 8 июля 1921). Был членом исполкома театра. Учился в студии Вахтангова.
В 1923 году пришёл на кинофабрику «Межрабпом-Русь». Работал заведующим производством, директором. Пытался привлечь Мейерхольда к работе в кино. В 1925 году сыграл небольшую роль в фильме «Шахматная горячка». В 1927 году был уволен за растрату и в марте 1928 года по приговору Московского губернского суда осуждён на восемь лет лишения свободы со строгой изоляцией. Вышел на свободу досрочно.
В 1929 году работал заведующим производством акционерного общества «Киносибирь» в Новосибирске. С сентября 1929 года — администратор и актёр Государственного театра имени Вс. Мейерхольда. В постановке пьесы Владимира Маяковского «Клоп» в ГосТиМе сыграл роль директора зоосада. В 1930 году — заведующий художественно-постановочным сектором фабрики «Культурфильм» АО «Совкино».
С 20 января 1932 года работал на «Мосфильме» техническим директором, начальником художественно-производственного отдела, затем директором студии № 2 художественных фильмов. В феврале 1932 года в докладе секретно-политического отдела ОГПУ об антисоветской деятельности в среде интеллигенции был назван противником «введения планового начала в кинопромышленность». Ответственный секретарь ячейки ВКП(б) писал в характеристике, что он «не способен проводить работу в условиях нашей советской системы». 23 сентября 1937 года газета «Советское искусство» подвергла его резкой критике, выступив против слепого копирования капиталистических форм организации кинопроизводства и насаждения «института продуссеров».
По словам актрисы Марии Мироновой, был одним из лучших директоров на «Мосфильме». Отвечал за производство кинофильмов «Бежин луг» (1935—1937), «Аэроград» (1935), «Заключённые» (1936), «Цирк» (1936), «Тринадцать» (1936), «Последняя ночь» (1936).
23 декабря 1937 года — в разгар производства фильма «Волга-Волга» — арестован. Так как для съёмок фильма «Ленин в Октябре» «продусер» Даревский приобрёл две списанные бронемашины, пулемёты и много винтовок, в обвинительном заключении было сказано, что он «принимал участие в создании на „Мосфильме“ оружейной базы для повстанческих и террористических целей».
10 марта 1938 года приговорён Военной коллегией Верховного суда по обвинению в участии в контрреволюционной диверсионно-террористической организации и в тот же день расстрелян.
Реабилитирован 5 сентября 1956 года определением Военной коллегии Верховного суда СССР.